# Luhačovské Zálesí

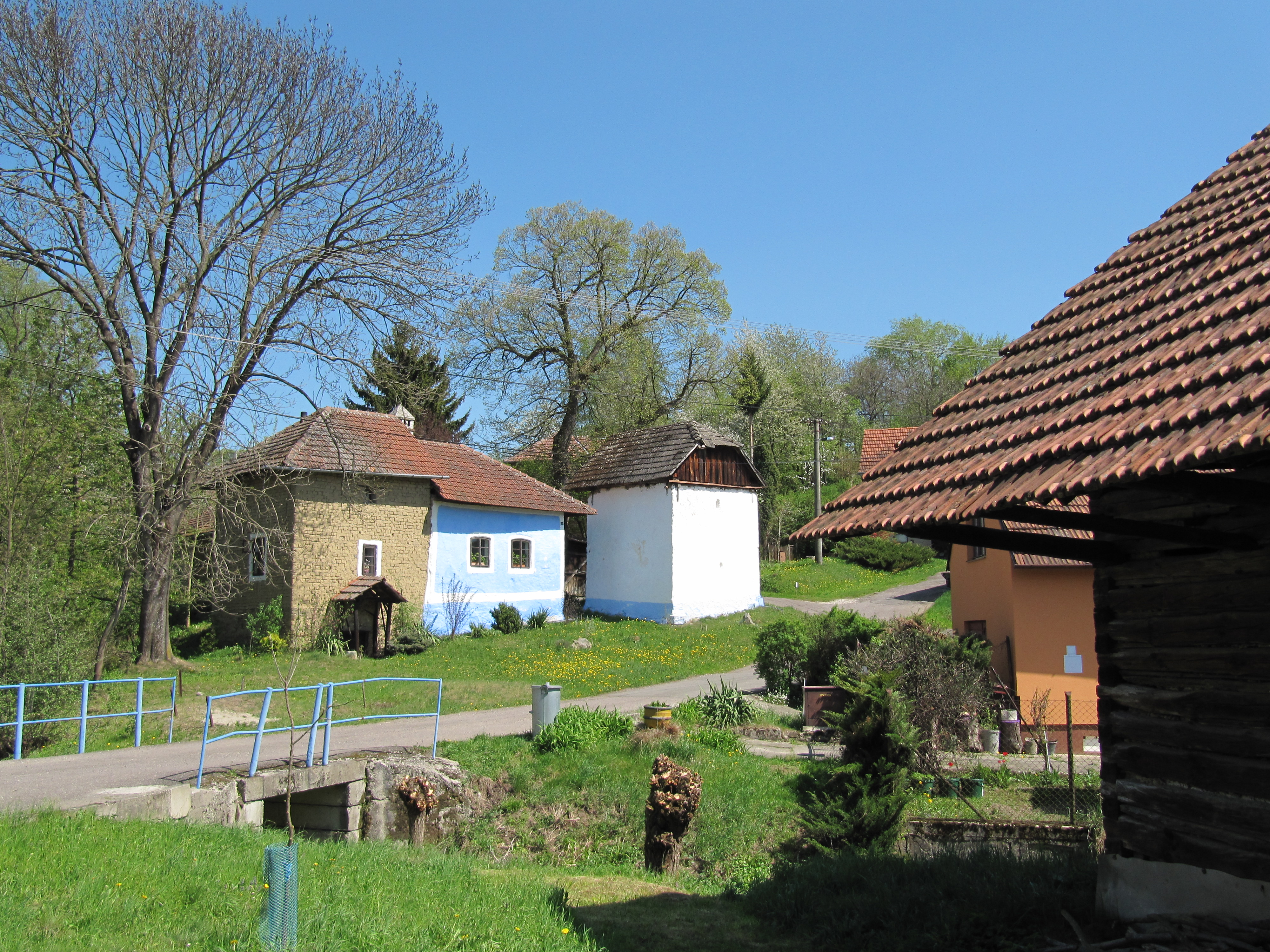
Kaňovice, areál venkovské usedlosti, sestávající z přízemní obytné budovy s přístavbou s polopatrem a samostatně stojící patrové komory

Luhačovské Zálesí (někdy též Luhačovické Zálesí) je národopisnou podoblastí oblasti Slovácka. Jako další národopisné podoblasti Slovácka bývají převážně uváděny Moravské Kopanice, Horňácko, Dolňácko, Podluží a Hanácké Slovácko. Někdy je Luhačovské Zálesí označováno jako přechodná oblast mezi Slováckem a Valašskem.
Název Zálesí (Zálesý) pro oblast mezi Uherským Brodem a zemskou hranicí je doložen už na Komenského mapě Moravy z roku 1624.
Vznikl též stejnojmenný mikroregion.

## Města a vesnice
Seznam vesnic a měst, které k Zálesí přiřadil Antonín Václavík.
- Luhačovice
- Kladná Žilín
- Přečkovice
- Rudice
- Rudimov
- Petrůvka
- Nevšová
- Lipová
- Slopné
- Sehradice
- Horní Lhota
- Dolní Lhota
- Podhradí
- Pozlovice
- Řetechov
- Ludkovice
- Provodov
- Biskupice
- Polichno
- Kaňovice
- Dobrkovice
- Velký Ořechov
- Kelníky
- Doubravy
- Hřivínův Újezd
- Březůvky
- Zlámanec